# 伯靈頓 (紐約州)
伯靈頓（英語：Burlington）是一個位於美國紐約州奧齊戈縣的鎮。

## 人口
根據2020年美國人口普查的數據，伯靈頓的面積為116.58平方千米，當中陸地面積為116.27平方千米，而水域面積為0.31平方千米。當地共有人口1045人，而人口密度為每平方千米9人。